# 岡田節人
岡田 節人（おかだ ときんど、1927年2月4日 - 2017年1月17日）は、日本の発生生物学者。従三位。JT生命誌研究館名誉顧問、京都大学名誉教授。理学博士。兵庫県伊丹市出身。伊丹市名誉市民。京都市名誉市民。

## 人物
一般向けの著書も書いており、クラシック音楽好きである。妻・岡田瑛（1928 - 、京都大学理学部卒、生物学、神戸海星女子学院大学名誉教授）は脇圭平の妹。息子岡田暁生は音楽学者。父は国文学者岡田利兵衞で、元伊丹市長でもあった。父利兵衞が地元に没後設立した財団法人「柿衞文庫」理事・名誉館長でもある。四方田犬彦の母方の遠縁に当たる。
2017年1月17日、肺炎により逝去。89歳没。

## 略歴
- 伊丹尋常高等小学校、甲南高等学校 (旧制)卒業
- 1950年　京都大学理学部動物学科卒業
- 1954年　京都大学理学部動物学科助手（動物学第三講座）
- 1957年　エジンバラ大学動物遺伝学研究所留学
- 1959年　京都大学より理学博士　題は「両生類の消化器官分化に関する実験形態学的研究 」
- 1960年　京都大学理学部動物学科講師（動物学第三講座）
- 1961年12月　京都大学理学部動物学科助教授（動物学第三講座）
- 1964年　米国カーネギー発生学研究所留学
- 1967年8月　京都大学理学部動物学科教授（発生生物学講座）
- 1968年4月　京都大学理学部生物物理学科教授（原形質物性学講座　動物学科発生生物学講座教授兼任（1971年5月まで））
- 1984年 岡崎国立共同研究機構基礎生物学研究所所長に転任
- 1985年4月　京都大学名誉教授
- 1989年 岡崎国立共同研究機構長
- 1990年　退官
- 1993年　JT生命誌研究館館長（2003年3月まで）
- 2007年 文化勲章受章

## その他の役職
- 1977 - 1983年　日本発生生物学会会長
- 1981 - 1985年　国際発生生物学会（英語版）会長
- 1990年　スペイン王立科学アカデミー会員
- 1990年　インド科学アカデミー会員
- 1991 - 1996年国際生物科学連合副総裁

## 受賞歴・叙勲歴
- 1973年　内藤記念科学振興賞
- 1986年　中日文化賞[7]
- 1988年　アルコン科学賞（眼科学、米）
- 1989年　国際発生生物学会ハリソン賞[3]（日本人初の受賞[2]）
- 1990年　紫綬褒章
- 1995年　文化功労者
- 1998年　勲二等旭日重光章[8]
- 2005年　京都府文化賞特別功労賞
- 2007年　文化勲章[9]
- 2008年　伊丹市名誉市民[2]、京都市名誉市民[10]
- 2017年　従三位（没後追贈）[11]

## 著書

### 単著
- 細胞の社会 生命秩序をさぐる（講談社ブルーバックス）、1972年）
- 試験管のなかの生命 細胞研究入門（岩波新書、1976年）
- がん細胞 その奇妙なふるまい（東京大学出版会、1979年）
- 動物の体はどのようにしてできるか 発生生物学入門（岩波新書、1981年）
- 生命科学の現場から（新潮選書、1983年）
- 発生における分化（岩波書店、1985年）
- 学問の周辺 私の生物学小（佼成出版社、1991年）
- からだの設計図 プラナリアからヒトまで（岩波新書、1994年）
- 生命体の科学 テクノロジーと文化（人文書院、1994年）
- アルマ・マーラーに恋した生物学者 生命の響き（哲学書房、2000年）
- 生物学の旅 始まりは昆虫採集!（新潮選書、2000年）
- ヒトと生きものたちの科学のいま（岩波書店、2001年）

### 共編著
- 細胞に刻まれた未来社会 田原総一朗（朝日出版社〈週刊本〉、1985年）
- 脊椎動物の発生 編（培風館、1989年）
- 生物学個人授業 南伸坊（新潮社のち新潮文庫、1996年）
- <構造>としての身体 進化・生理・セックス（河出書房新社、1997年）

### 翻訳
- 発生 そのメカニズム J.D.イバート、I.M.サセックス 岡田瑛共訳 （岩波書店、1967年）
- 発生と分化の原理 C.H.ウォディントン 岡田瑛共訳 （共立出版、1968年）